# Юліуш Янота
Юліуш Янота (пол. Juliusz Janotha; 1819 — 27 червня 1883, Варшава) — польський піаніст, музичний педагог і композитор німецького походження. Був одружений з Анною Олещинською, дочкою художника Антонія Олещинського; батько піаністки Наталії Яноти.
З 1850 року жив і працював у Польщі. У 1859 році супроводжував Аполлінарія Контського під час всепольського гастрольного турне по збору грошей на заснування Варшавського музичного інституту, у якому потім вів клас фортепіано з заснування цього навчального закладу в 1861 році та до виходу на пенсію в 1879 році (йому на зміну прийшов Павло Шльоцер). Серед учнів Яноти були, зокрема, Ігнацій Ян Падеревський і Юзеф Слівінський. В останні роки життя (як повідомляється в некролозі газети «Echo Muzyczne i Teatralne», за наполяганням дочки) зайнявся композицією та опублікував ряд фортепіанних п'єс.
Помер в 1883 році й був похований на Повонзківському кладовищі.